# Brachiaria bovonei
Brachiaria bovonei là một loài thực vật có hoa trong họ Hòa thảo. Loài này được (Chiov.) Robyns mô tả khoa học đầu tiên năm 1932.